# Takáts Mihály
Takáts Mihály, Takács (Nagybánya, 1861. szeptember 13. – Keszthely, 1913. augusztus 20.) a magyar királyi Operaház művésze, a Ferenc József-rend lovagja, a bolgár polgári érdemrend tulajdonosa; operaénekes (bariton).

## Életpályája
Szülei: Takáts János és Dési Erzsébet voltak. Eleinte papi pályára készült; Nagyváradon teológiát tanult. Bubics Zsigmond támogatta énekesi törekvéseit. A Nemzeti Színház ösztöndíjasa volt. A Zeneakadémián Pauli Richárd és Passy-Cornet Adél oktatta. 1884–1913 között a Magyar Állami Operaház tagja volt. 1886-ban kitűnő eredménnyel végezte el a Zeneakadémiát. 1894-ben Bayreuthban is vendégszerepelt.
Lírai és hősi szerepekben is nagyot alakított. Meleg tónusú, tömör, nagy kiterjedésű hang, sokoldalú szerepformálás jellemezte művészetét. Széles repertoárral rendelkezett, több mint száz darabban volt látható.
Temetése a Fiumei úti sírkertben volt.

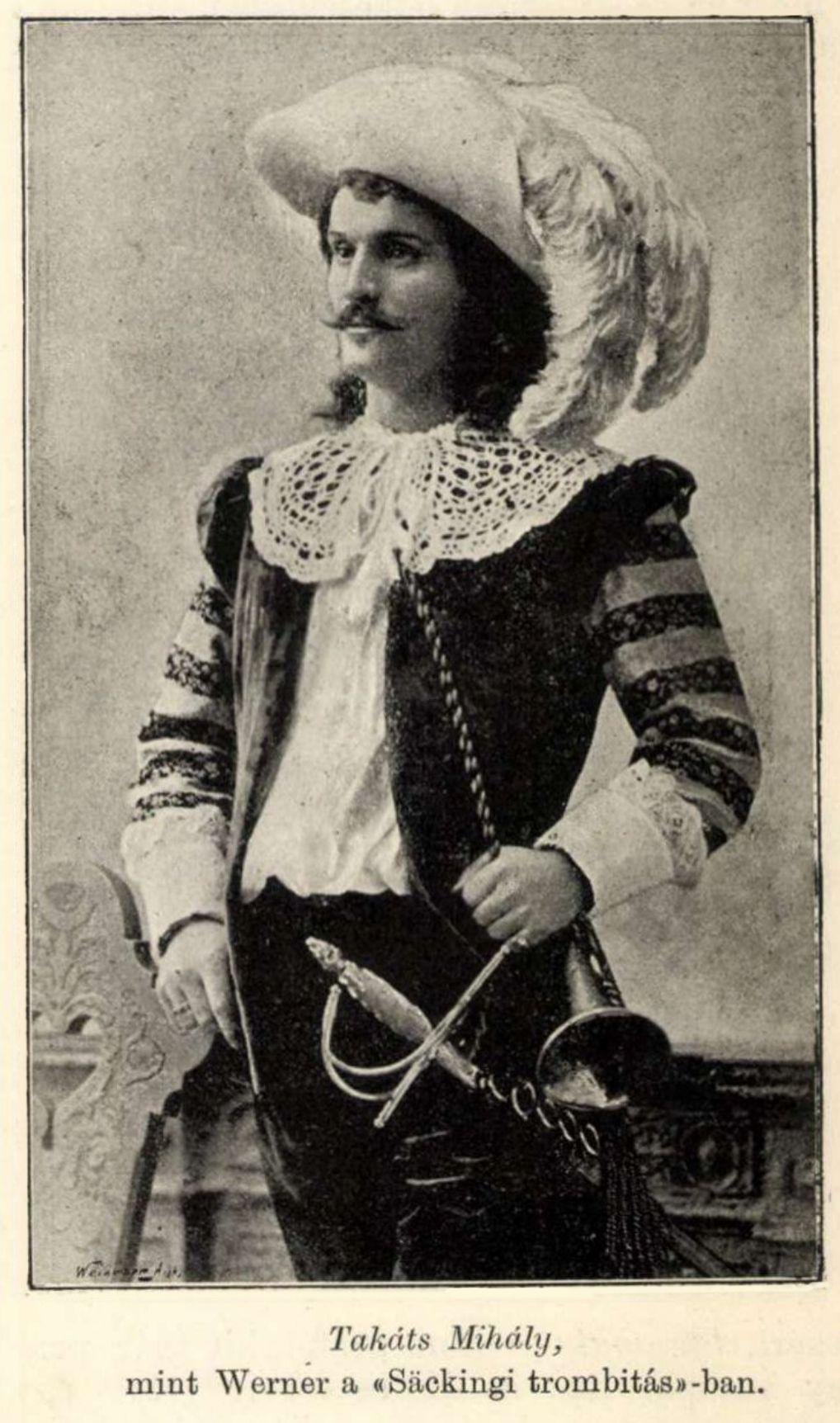
Az operaénekes 1894-ben
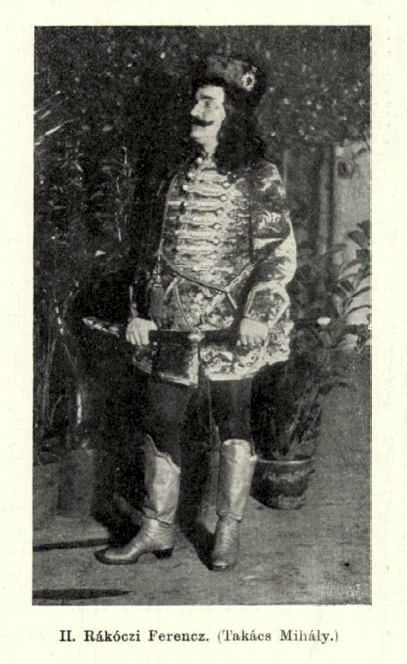
II. Rákóczi Ferenc szerepében, 1905-ben
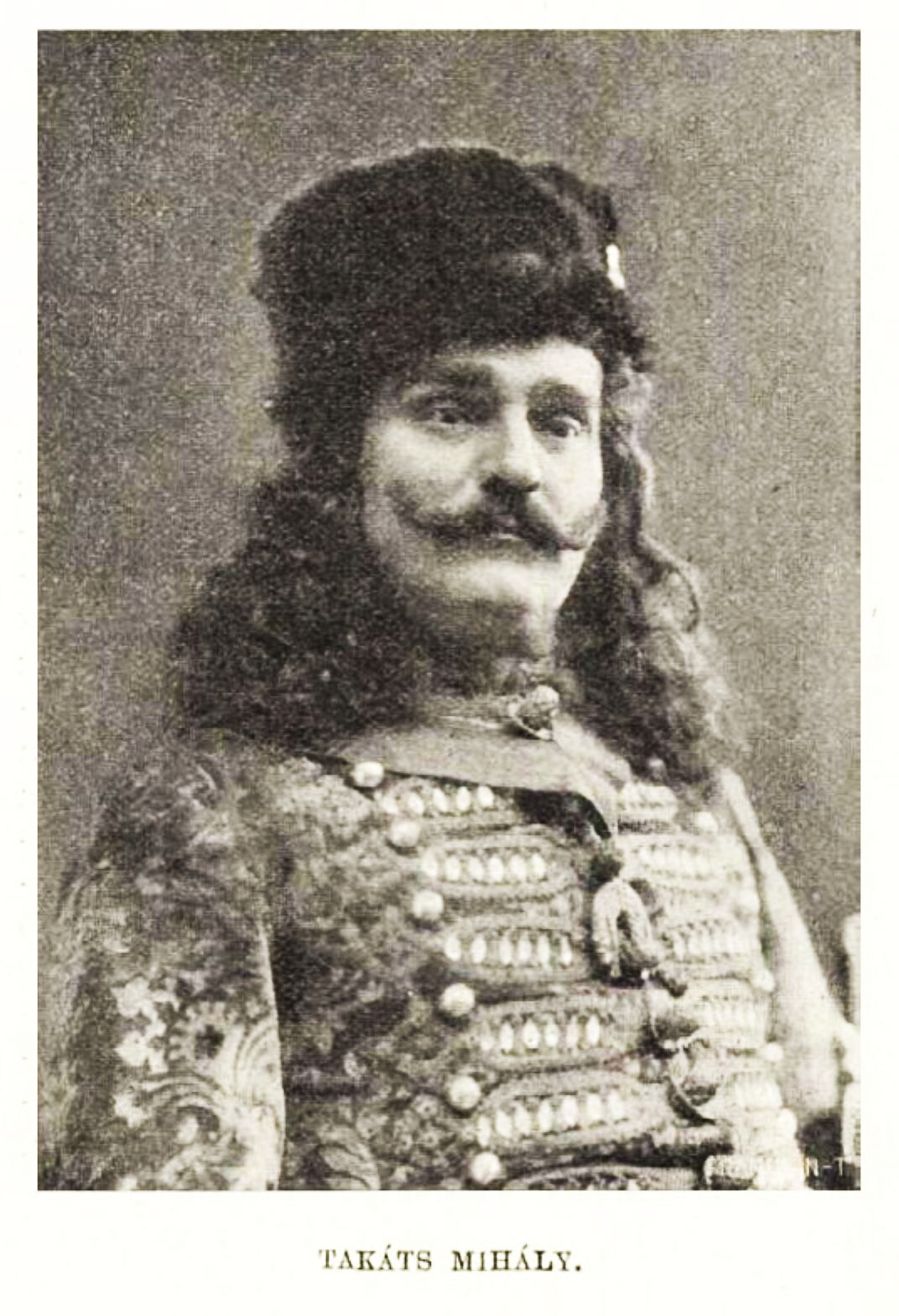
II. Rákóczi Ferencként, 1908-ban
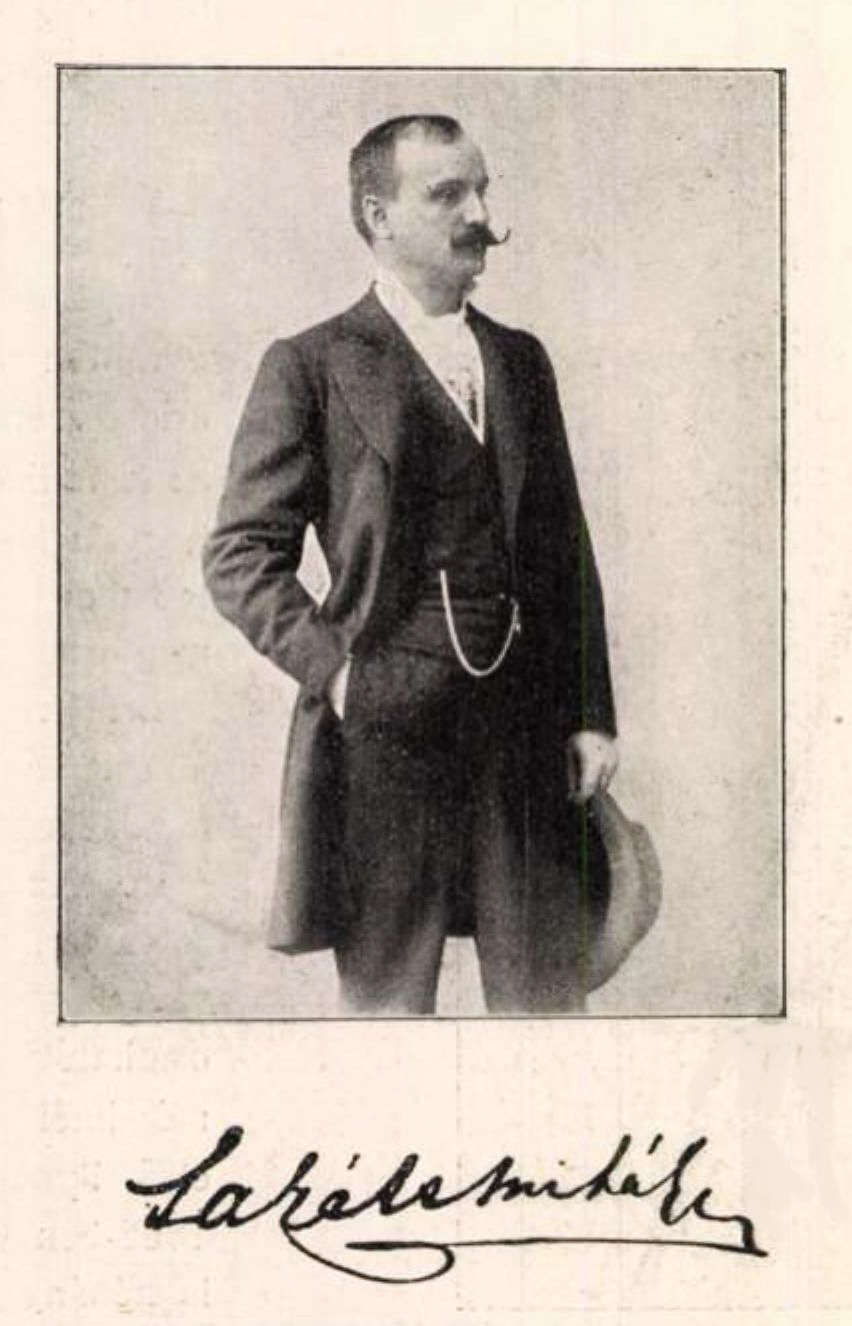
Civilben, 1908-ban
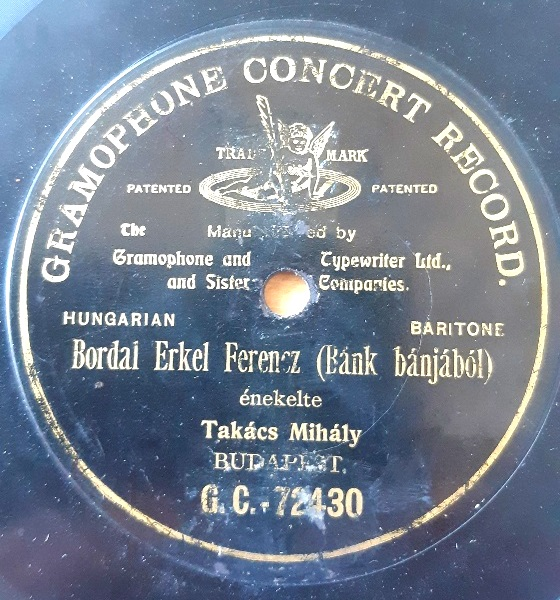
Takáts Mihály felvétel (Budapest 1902)

## Szerepei
| - Verdi: Álarcosbál – Amelia szolgája; René - Ponchielli: Gioconda – Kormányos; Egy szerzetes - Meyerbeer: A próféta – Első-Második-Harmadik polgár - Donizetti: Lucretia Borgia – Pohárnok; Don Alfonso - Meyerbeer: Hugenották – Inas Nevers grófnál; Thoré - Erkel Ferenc: István király – Pázmán - Meyerbeer: Az afrikai nő – Ajtónálló; Dom Diego - Massenet: Heródiás – Metellius - Meyerbeer: Észak csillaga – Egy munkás - Wagner: Lohengrin – 2. brabanti nemes; A király hirdetője; Telramund - Thomas: Hamlet – Marcellus - Halévy: A zsidónő – Herold - Meyerbeer: Ördög Róbert – Tresco - Schubert: Cselre cselt – Nummeni Garold lovag - Verdi: Aida – Hírhozó; Amonasro - David: Lalla-Roukh – Kaboul; Bakbara - Bizet: Carmen – Morales; Escamillo - Gounod: Faust – Valentin - Nessler: A säckingeni trombitás – Kirchhofer Werner - Goldmark Károly: Sába királynője – Baál Hanán; Salamon király - Rossini: Tell Vilmos – Melchtal - Verdi: Traviata – Douphol báró; Giorgio Germont - Wagner: Tannhäuser – Wolfram von Eschenbach; Biterolf - Verdi: Rigoletto – Monterone gróf; Rigoletto - Rossini: A sevillai borbély – Őrtiszt; Figaro | - Gounod: Rómeó és Júlia – Capulet - Wagner: A nürnbergi mesterdalnokok – Konrad Nachtigall; Hans Sachs - Erkel Ferenc: Hunyadi László – Rozgonyi; Gara nádor - Delibes: Lakmé – Frédérick - Schumann: Manfred – 7. szellem - Verdi: A trubadúr – Luna gróf - Donizetti: Lammermoori Lucia – Lord Enrico Ashton - Kreutzer: A granadai éji szállás – Egy vadász - Wagner: A Rajna kincse – Alberich - Maillart: Villars dragonyosai – Belamy - Nicolai: A windsori víg nők – Fluth - Goldmark Károly: Merlin – Artusz - Adam: A nürnbergi baba – Miller Henrik - Marschner: Templomos és zsidónő – Brian de Bois-Guilbert - Mozart: Figaro házassága – Almaviva gróf - Mozart: Don Giovanni – Don Giovanni - Erkel Ferenc: Bánk bán – II. Endre; Tibort - Raimann Rezső: Sinan basa – Tamás - Massé: Jeanette menyegzője – Jean - Offenbach: Eljegyzés lámpafénynél – Péter - Lortzing: A fegyverkovács – Liebenau gróf - Liszt Ferenc: Szent Erzsébet legendája – Lajos - Mihalovich Ödön: Királyhimnusz - Hubay Jenő: Alienor – Hoël - Wagner: Siegfried – Alberich |

## Jegyzetek

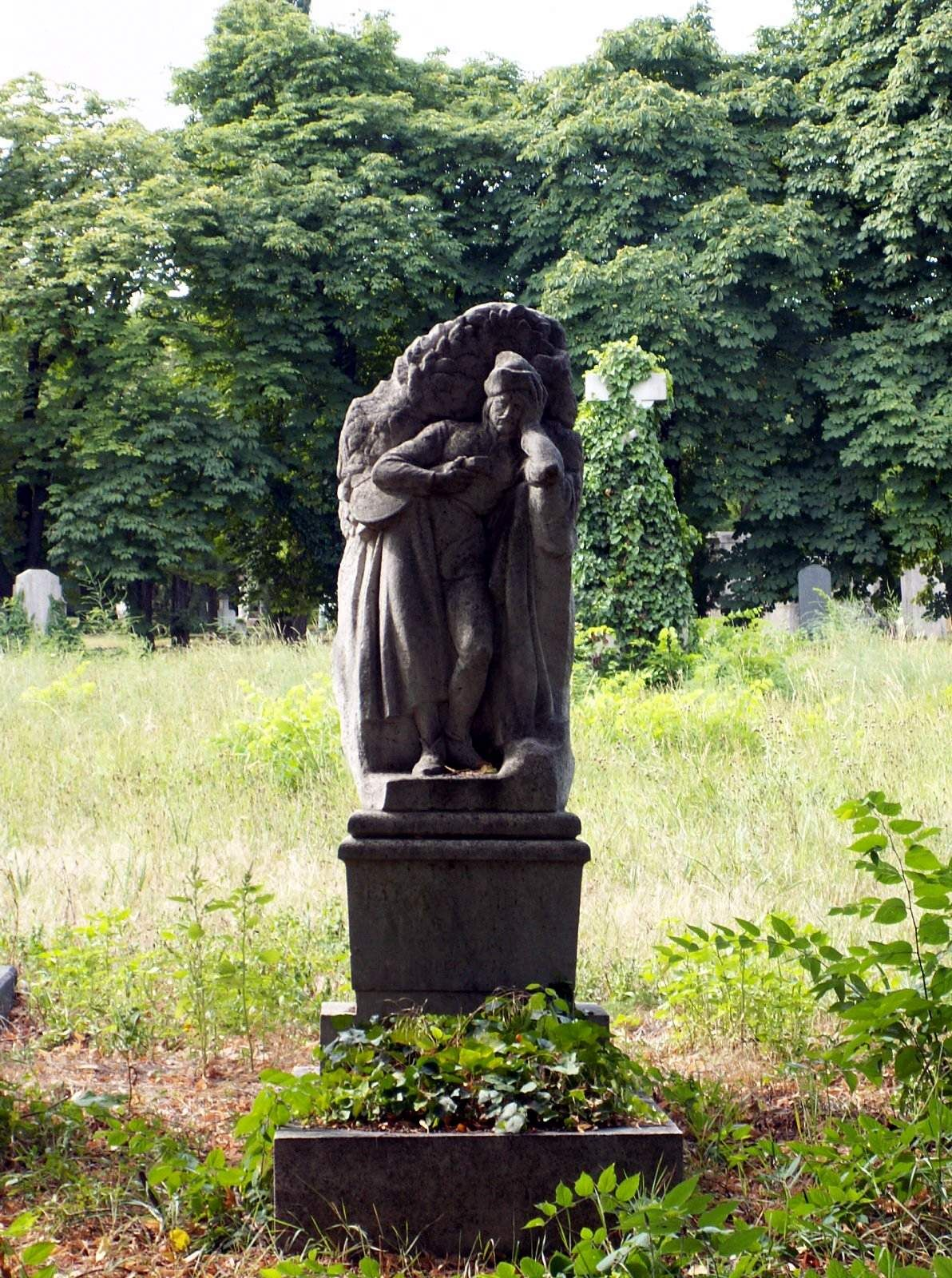
1930 novemberében felavatott sírja, Füredi Richárd alkotása, Fiumei úti sírkert (9-1-13)